# RC oszcillátorok
Az RC oszcillátorok olyan oszcillátorok, amelyeknél a frekvenciát RC tagok (ellenállások és kondenzátorok) határozzák meg.
- Működési elvükből adódóan a hangolható RC oszcillátorok frekvenciaátfogása jelentősen nagyobb lehet, mint az azonos átfogású változtatható kondenzátorral hangolt LC oszcillátoré
- Az RC tagok, a rezgőkörökkel ellentétben nem rezgőképesek az F0 beállított frekvencia többszörösein.

- Alacsony frekvenciákon kisebb méretben, gazdaságosabban megvalósítható, mint az LC oszcillátorok, mivel azoknál alacsony frekvenciához nagyon nagy értékű induktivitások és kapacitások tartoznának.[1]

Az RC oszcillátorok általános blokkdiagramja.

## Felépítése
Az RC oszcillátorok részei:
- Erősítő
- Frekvencia függő visszacsatoló áramkör
- Amplitúdó stabilizáló áramkör

A kapcsolás lényege, hogy az erősítő visszacsatoló áramköre frekvenciafüggő, és csak egy frekvencián biztosítja a gerjedéshez megfelelő fázistolást és amplitúdót az erősítő bemenetén. Pontosabban megfogalmazva: létezik pontosan egy olyan frekvencia, ahol az áramkör hurokerősítése egységnyi, minden más frekvencián ennél kisebb.
Ha a hurokerősítés az egységnyinél akármennyivel kisebb az előállított rezgés csillapodó, ha nagyobb, akkor növekvő lesz.
Az áramkört felépítő elemek szórása és hőmérsékletfüggése miatt az egységnyi hurokerősítés csak szabályozó áramkör segítségével állítható be, ezt szolgálja az amplitúdó szabályzó áramkör.

## Fajtái

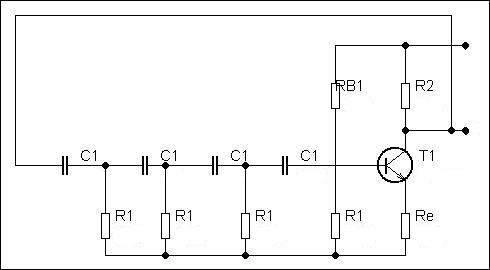
Fázistolós oszcillátor

Az RC oszcillátorok a rezgési feltételeket kielégítő visszacsatoló hálózatot az RC tagok frekvenciafüggő átviteli karakterisztikáját kihasználva sokféleképpen létre lehet hozni, azonban a gyakorlatban a fázistolós, wien-hidas, kettős T-szűrős és az áthidalt T-szűrős megoldás terjedt el.
Az erősítő áramkör (ha a peremfeltételeknek megfelel) lehet diskrét elemekből felépített, integrált áramkörös esetleg elektroncsöves (ez utóbbinak már csak történelmi jelentősége van).

### Fázistolós oszcillátor
A fázistolós oszcillátor az RC oszcillátorok csoportjába tartozó, szinuszjelet szolgáltató oszcillátor fajta.
Egyszerű felépítésű, akár egyetlen aktív elemmel megépíthető oszcillátor, használata akkor előnyös, ha a frekvencia változtatása nem szükséges, valamint a frekvencia stabilitási elvárások alacsonyak.
A pozitív visszacsatolást az R1C1 elemekből álló visszacsatoló hálózat szolgáltatja. A bemutatott kapcsolásban az amplitúdóstabilizálást a tranzisztor túlvezérléséből adódó erősítéscsökkenés biztosítja. Magasabb minőségi követelmények esetén az Re ellenállás pozíciójába kötött PTC ellenállás, vagy izzólámpa kisebb torzítás mellett biztosíthatja.stabilitását.
Amennyiben az R és C tagok értéke egyforma a rezgési frekvencia: {\displaystyle f_{rezg}={\frac {1}{2\pi RC{\sqrt {6}}}}}

### Wien-hidas oszcillátor

Wien-hidas oszcillátor m1: frekvencia függő ág 2: frekvencia független ág 3: amplitúdó stabilizáló áramkör

A Wien-hidas oszcillátor a szinusz-jelet generáló RC oszcillátorok egy típusa. Működése a Wien-hídon alapul. Max Wien fejlesztette ki 1891-ben, 1939-ben William Hewlett továbbfejlesztette, és miután David Packarddal megalapították a Hewlett-Packard céget, az egyik első termékük, a HP200A a Wien-hídon alapult.

### Kettős T-szűrős oszcillátor

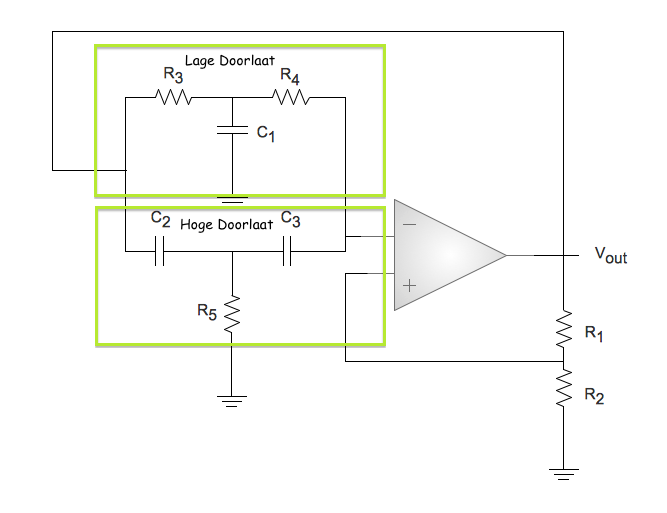
Kettős T-szűrős oszcillátor az amplitudóstabilzáló áramkör elhagyásával

A Kettős T-szűrős oszcillátor olyan RC oszcillátor, amelynél a frekvenciafüggő visszacsatolást egy kettős T-szűrő biztosítja.

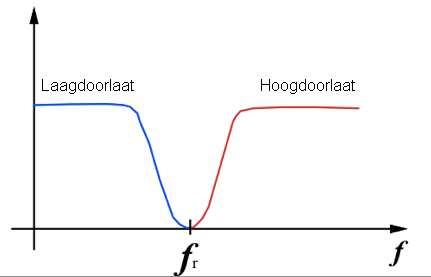
A kettős T-szűrő frekvenciamenete

A kettős T-szűrő kimeneti jele pontos RC elemek esetén az fr középponti frekvencián nulla {\displaystyle f_{r}={\frac {1}{2\pi RC}}}
A gyakorlatban ezt a szimmetriát a szabályozás folytonosságának érdekében megbontják, hogy {\displaystyle f_{r}} frekvencián is legyen egy véges kis értékű kimeneti jel. Műveleti erősítős kialakítás esetén elegendő az elemek szórásából adódó elhangolódás a stabil működéshez.
A hidat annak sávzáró jellege miatt az erősítő negatív visszacsatoló ágában kell elhelyezni, a pozitív visszacsatolási ágban kell beállítani az erősítést és itt lehet elhelyezni az amplitúdóstabilizáló áramkört.

#### Összehasonlítás a Wien-hidas oszcillátorral
- A hangolása nehézkesebb, mert egyszerre három elemet kell változtatni
- A torzítása alacsonyabb (hasonló gondosságú kivitelezés esetén)

### Áthidalt T szűrős oszcillátor
Az áthidalt T szűrős oszcillátor az RC oszcillátorok egy lehetséges megvalósítása. Egyszerűbb, mint a kettős T szűrővel felépített oszcillátor, azonban a sávzárási frekvencián a kimeneti feszültsége nem nulla (közeli), hanem a bemeneti jel 2/3-a, hangolása egy darab kettős forgókondenzátorral megoldható.
A hidat annak sávzáró jellege miatt az erősítő negatív visszacsatoló ágában kell elhelyezni, a pozitív visszacsatolási ágban kell beállítani az 1,5 X-ös erősítést és itt lehet elhelyezni az amplitúdóstabilizáló áramkört.

### Wigan-hidas oszcillátor
Az elrendezés előnye, hogy frekvenciája egyetlen ellenállás változtatásával hangolható, ezért alkalmas vastagréteg integrált áramkörökben való használatra, azonban sávátfogása alacsonyabb, mint a Wien-hidas, vagy a kettős T szűrős oszcillátoré. 